# Freeland, Michigan
Freeland är en ort i Saginaw County i delstaten Michigan, USA.